# Thailand Champions Cup 2017
Der Thailand Champions Cup 2017 war die erste offizielle Ausspielung des Wettbewerbs und wurde am 22. Januar 2017 zwischen dem thailändischen Meister Muangthong United sowie dem FA Cup Sieger Sukhothai FC ausgetragen. Das Spiel fand im Suphachalasai Stadium in der thailändischen Hauptstadt Bangkok statt. Muangthong United gewann das Spiel mit 5:0.

## Spielstatistik
| Paarung           | Muangthong United – Sukhothai FC |
| Ergebnis          | 5:0 (2:0) |
| Datum             | 22. Januar 2017 um 19:00 Uhr |
| Stadion           | Suphachalasai Stadium, Bangkok |
| Schiedsrichter    | Pummarin Khamruen |
| Tore              | 1:0 Xisco (22.) 2:0 Cleiton Silva (40.) 3:0 Sarach Yooyen (56.) 4:0 Cleiton Silva (58.) 5:0 Teerasil Dangda (85.) |
| Muangthong United | Kawin Thamsatchanan – Theerathon Bunmathan, Mario Abrante, Naoaki Aoyama, Tristan Do – Sarach Yooyen, Chanathip Songkrasin (73. Peerapat Notchaiya), Wattana Playnum – Xisco (73. Mongkol Tossakrai), Teerasil Dangda , Cleiton Silva (82. Sanukran Thinjom) Cheftrainer: Tawan Sripan                |
| Sukhothai FC      | Pairot Eiammak – Hiromichi Katano (59. Anton Semljanuchin), Yuttapong Srilakorn , Phontakorn Thosanthia, Piyarat Lajungreed – John Baggio, Sakdarin Mingsamorn, Pichit Jaibun (85. Anucha Suksai), Lursan Thiamrat (72. Weerasak Gayasith) – Admir Adrović, Bireme Diouf Cheftrainer: Somchai Makmool |
| Gelbe Karten      | Cleiton Silva (62.) – John Baggio (12.), Lursan Tiemraj (48.), Phontakorn Thosanthiah (62.), Piyarat Lajungreed (71.), Bireme Diouf (71.) |

### Auswechselspieler
| Auswechselspieler | Auswechselspieler |
| --- | --- |
| Muangthong United | Sukhothai FC |
| - Prasit Padungchok - Peerapat Notchaiya ▲ (73.) - Adisorn Promrak - Suphan Thongsong - Ratchapol Nawanno - Sanukran Thinjom ▲ (82.) - Wongsakorn Chaikultewin - Mongkol Tossakrai ▲ (73.) - Pitakpong Kulasuwan | - Yutthapoom Srichai - Watcharapon Changklungmor - Chompoo Sangpo - Anucha Suksai ▲ (85.) - Athit Wisetsilp - Anton Semljanuchin ▲ (59.) - Weerasak Gayasith ▲ (72.) - Kongnathichai Boonma - Chetta Kokkaew |